# COLCAP
Le COLCAP est un indice boursier colombien composé des 20 principales capitalisations boursières du pays.

## Corrélation avec les autres bourses
Les performances annuelles de l'indice Colcap se sont rapprochées de celles du Dow Jones, du DAX, du CAC 40 et du Footsie, les grands marchés boursiers étant de plus en plus dépendants les uns des autres depuis une quinzaine d'années.

## Composition
Au 16 juin 2011, l'indice COLCAP se composait des titres suivants:
| Code        | Société                                 | Poids indiciel | Secteur                    |
| ----------- | --------------------------------------- | -------------- | -------------------------- |
| EXITO CB    | Almacenes Exito                         | 3.19 %         | Consommation non cyclique  |
| PFDAVVND CB | Banco Davivienda                        | 2.11 %         | Finance                    |
| PFBCOLO CB  | Bancolombia                             | 12.38 %        | Finance                    |
| BVC CB      | Bolsa de Valores de Colombia            | 0.72 %         | Finance                    |
| CNEC CB     | Canacol Energy                          | 0.63 %         | Énergie                    |
| CEMARGOS CB | Cementos Argos                          | 6.5 %          | Matériaux                  |
| COLINV CB   | Cia Colombiana de Inversiones           | 2.4 %          | Finance                    |
| CORFICOL CB | Corp Financiera Colombiana              | 3.99 %         | Finance                    |
| ECOPETL CB  | Ecopetrol                               | 19.75 %        | Énergie                    |
| ETB CB      | Empresa de Telecomunicaciones de Bogota | 0.58 %         | Télécommunications         |
| ENKA CB     | Enka de Colombia                        | 0.16 %         | Matériaux                  |
| FABRI CB    | Fabricato                               | 0.57 %         | Consommation cyclique      |
| AVAL CB     | Grupo Aval Acciones y Valores           | 3.48 %         | Finance                    |
| GRUPOSUR CB | Grupo de Inversiones Suramericana       | 9.44 %         | Finance                    |
| NUTRESA CB  | Grupo Nutresa                           | 4.59 %         | Consommation non cyclique  |
| ISA CB      | Interconexion Electrica                 | 7.17 %         | Services aux collectivités |
| INVARGOS CB | Inversiones Argos                       | 7.35 %         | Matériaux                  |
| ISAGEN CB   | ISAGEN                                  | 3.34 %         | Services aux collectivités |
| PREC CB     | Pacific Rubiales Energy Corp            | 11.16 %        | Énergie                    |
| TABLEMA CB  | Tableros y Maderas de Caldas            | 0.49 %         | Industrie                  |